# Mašiansky balvan
Mašiansky balvan je přírodní památka v katastrálním území obce Liptovská Porúbka v okrese Liptovský Mikuláš v Žilinském kraji na Slovensku. Území bylo vyhlášeno v roce 1965 a jeho rozloha je 0,0056 hektaru. Předmětem ochrany je říční terasa. Vznikla v pleistocénu, původně jako říční ostrov Váhu.